# Beschuldigd
Beschuldigd is een scripted reality-programma van SBS6. Het wordt sinds januari 2013 doordeweeks uitgezonden.
In het programma wordt steeds iemand beschuldigd van een misdrijf of een andere ernstige misstap, terwijl lange tijd onduidelijk blijft of de persoon wel of niet schuldig is. Meestal wordt dit pas aan het eind van de aflevering duidelijk, of de plot neemt wat eerder een onverwachte wending. De verhalen spelen zich meestal af in alledaagse huiselijke situaties, vaak staat er een gezin centraal.